# Dolánky nad Ohří
Dolánky nad Ohří település Csehországban, a Litoměřicei járásban. Dolánky nad Ohří Hrobce, Doksany, Bohušovice nad Ohří, Brňany és Brozany nad Ohří településekkel határos. Lakosainak száma 280 fő (2024. január 1.).

## Népesség
A település lakosságának változását az alábbi diagram mutatja:
| Lakosok száma | 494  | 679  | 637  | 477  | 319  | 225  | 279  | 276  | 281  | 280  |
|               | 1869 | 1890 | 1921 | 1950 | 1980 | 2001 | 2017 | 2019 | 2022 | 2024 |